# Ростов'ятиця
Ростов'я́тиця — село в Україні, в Закарпатській області, Мукачівському районі. Входить до складу Івановецької сільської громади.
Відоме з XVII століття
У XVIII столітті це був присілок села Микулівці з однією вулицею

## Населення
Згідно з переписом УРСР 1989 року чисельність наявного населення села становила 204 особи, з яких 101 чоловік та 103 жінки.
За переписом населення України 2001 року в селі мешкало 187 осіб. 100 % населення вказало своєю рідною мовою українську мову.

## Туристичні місця
- храм
- пам’ятний знак партизанського з’єднання О. Тканка